# جورج بورن
جورج بورن (بالإنجليزية: George Bourne)‏ (5 مارس 1932 في المملكة المتحدة - 7 أكتوبر 2004) هو لاعب كرة قدم بريطاني في مركز الدفاع. لعب مع ستوك سيتي.